# Ive Rudan
Ive Rudan (Rudani, 11. studenoga 1940. – Pula, 11. siječnja 1983.), bio je hrvatski književnik, povjesničar, etnolog, novinar, folklorist, književni povjesničar i publicist, rodom iz žminjskog kraja.
Rodio se u selu Rudanima kod Žminja 1940. godine. Sin je seljaka s Cerštine. Bio je profesorom u Puli. Magistrirao je u Zadru. Doktorirao je na zagrebačkom Filozofskom fakultetu na temi Narodnog čakavskog pjesništva na tlu poluotoka Istre i Hrvatskog primorja te je tako postao je prvi doktor društvenih znanosti u Hrvatskoj. 
Pisao je za puljski Glas Istre. Nastojao je sačuvati povijesna sjećanja s ovog poluotoka koja su se polako zaboravljala, bilježivši ih radi spašavanja od zaborava.
Na radiju je i u novinama kroz Jurinu i Franinu stvarao društveno ozračje koje je pratilo ondašnje vrijeme i zbivanja.
Veliku je ulogu imao u početcima Čakavskog sabora. Bio je u Inicijativnom odboru (8. prosinca 1968. u Žminju) za osnivanje Sabora Čakavskog pjesništva te poslije više godina u glavnom odboru.